# Cobra (Schiff, 1900)
Die Cobra, auch HMS Cobra, war ein Zerstörer, der von der Werft Armstrong in Elswick in Zusammenarbeit von Charles Parsons ab 1898 als Spekulationsbau begonnen worden. Erst am 8. Mai 1900 kaufte die britische Royal Navy das ihr schon einige Zeit angebotene Boot mit Turbinenantrieb zu Vergleichszwecken auf.
Nach einer Serie von Testfahrten sollte das noch unbewaffnete Boot nach dem Untergang der Viper im September 1901 nach Portsmouth zur Endausrüstung und Bewaffnung verlegt werden. Am 19. September zerbrach das Schiff in einem Sturm zwischen Flamborough Head und Cromer an der britischen Ostküste, wobei 67 Mann, darunter 24 Mitarbeiter der ausführenden Firmen ertranken. nur zwölf Angehörige der Besatzung konnten gerettet werden.

## Baugeschichte
Die HMS Cobra wurde von Armstrong auf eigene Rechnung begonnen und der britischen Admiralität im Dezember 1899 zum Kauf angeboten. Das Boot mit der Baunummer 674 war mit Parsons-Turbinen ähnlich wie der Zerstörer HMS Viper ausgestattet. Die Cobra hatte allerdings auf ihren vier Wellen je drei Schrauben. Der Bootsentwurf basierte auf den „30-knotter“-Zerstörern HMS Swordfish und Spitfire, die Armstrong für die Royal Navy gebaut hatte. Das Boot lief noch vor dem Navy-Auftrag vom Stapel, allerdings wurde das fertige Boot auf dem Tyne durch einen passierenden Dampfer gerammt und beschädigt, so dass die endgültige Fertigstellung sich verzögerte. Der Chefkonstrukteur der Navy, Sir William Henry White, besichtigte das Boot und schlug den Ankauf vor, obwohl es nach seiner Meinung Schwächen in der Bauausführung aufwies. Er hielt den Kauf auch für geboten, um den Verkauf an eine ausländische Marine zu verhindern.
Auf Probefahrten im Juli 1901 erreichte die Cobra eine maximale Geschwindigkeit von 34,88 Knoten, bei drei-Stunden-Fahrten übertraf sie die Forderungen der Admiralität mit Geschwindigkeiten von 34,574 kn und 34,7 kn. Wie die Viper brauchte auch die Cobra mehr Besatzung der Antriebsmaschinen als die Standardzerstörer, was die Unterbringung an Bord sehr beengte. Auch sie nutzte vier Yarrow-Kessel zum Versorgen der Turbinen mit Dampf. Der Abdampf erfolgte auf der Cobra über vier Schornsteine. Im Juni 1900 begannen die Probefahrten der Cobra, die einschließlich gewünschter Änderungen der Admiralität im August 1901 abgeschlossen waren.

Die Bewaffnung der Cobra sollte mit einer einzelnen 76-mm/L40-12pdr-12 cwt-Kanone und fünf 57-mm/L40-6pdr-Kanonen und zwei einzelnen 45-cm-Torpedorohren der damaligen Standardbewaffnung der Zerstörer der Royal Navy entsprechen, sollte jedoch erst in Portsmouth eingebaut werden.

## Der Verlust derCobra
Eine 51-köpfige Marinebesatzung unter Lieutenant Bosworth Smith kam nach Newcastle, um die Cobra nach Portsmouth zu überführen. Am 17. September 1901 verließ das Boot die Werft in Elswick. An Bord befanden sich etliche technische Offiziere der Navy und 24 Mann Personal der Bauwerft und des Turbinenherstellers, da unterwegs weitere Tests durchgeführt werden sollten. Nach Justieren des Kompasses lief die Cobra am Abend dann aus der Flussmündung mit 17 kn entlang der Küste nach Süden. Das Boot rollte in der rauen See und betrieb wegen der Schwierigkeiten, die Kessel zu beheizen, nach drei Stunden Fahrt nur noch zwei Kessel, mit denen sie bei immer stärker werdendem Sturm nur noch 5 kn lief. In der Morgendämmerung wurde die Fahrt wieder auf 8 kn erhöht, obwohl die Bedienungsmannschaften der Kessel Schwierigkeiten hatten, die Kessel zu befeuern. Eine Viertelstunde nach dem Passieren des Feuerschiffs Outer Dowsing riss auf dem Zerstörer das Heck ab und der Maschinenraum lief voll Wasser. Das Heck sank sofort (Lage), während der Rest vom Wind weiter getrieben wurde. Der Versuch, das große Beiboot zur Rettung zu nutzen, scheiterte, als zu viele das Boot stürmten und es kenterte. Vorhandene Faltboote konnte nicht mehr hergerichtet werden und nur ein Dinghi kam erfolgreich zu Wasser, das schließlich 12 Mann aufnahm, die am Abend vom Dampfer Harlington aufgenommen wurden und nach Middlesbrough gebracht wurden. Fischkutter konnten nur Leichen aus dem Wasser bergen. Die zwei Tage später eintreffende HMS Hearty versuchte das noch sichtbare Wrack in flaches Wasser zu ziehen, was nicht gelang. Ein schwedischer Taucher untersuchte in mehreren Tauchgängen das untergegangene Vorderschiff.
Die Ursache des Untergangs ist strittig. Das offizielle Untersuchungsergebnis stellte eine mangelhafte Festigkeit des Schiffsrumpfs als Ursache heraus, was vom Hersteller entschieden bestritten wurde. Da das Heck des Bootes nicht gefunden wurde, das bekannte Wrackteil nicht gehoben wurde und die Untersuchungsergebnisse weitgehend geheim gehalten wurden, bestehen an diesem Urteil Zweifel. Die Möglichkeit, das Boot könnte durch Überlaufen von Treibgut schwer beschädigt worden und dann durch eindringendes Wasser zerrissen worden sein, gilt als nicht unwahrscheinlich.

## Weitere Entwicklung des Turbinenantriebs
Der Verlust der Vergleichszerstörer HMS Viper und Cobra 1901 innerhalb von sieben Wochen nach wenigen Versuchsfahrten führten zum Ankauf der von Hawthorn, Leslie & Co auf eigene Rechnung begonnenen Python, die allerdings umbenannt wurde. Der Verlust der beiden nach Schlangen benannten Boote erinnerte an den Untergang der HMS Serpent („Schlange“) 1890 vor der spanischen Küste, der 172 Mann das Leben gekostet hatte. Die erneute Verwendung erschien als schlechtes Omen.

Das von Hawthorn angekaufte Schwesterboot der Viper kam 1902 als HMS Velox in Dienst und war auch lange der einzige Turbinenzerstörer der Navy. Sie verfügte anfangs über Expansionsmaschinen für die Marschfahrt, später über Marschturbinen. Beide Installationen bewährten sich nicht.
Bei der Auftragsvergabe für die ab 1902 beschafften Zerstörer der River-Klasse wurde mit der HMS Eden auch ein Boot mit Turbinenantrieb bestellt. Erst mit den folgenden Küsten-Zerstörern der Cricket-Klasse und den großen Zerstörern der Tribal-Klasse wurde die Dampfturbine 1906/1907 Standardantrieb der Torpedoträger der Royal Navy.

Die Werften Cammell Laird und Palmers hatten zuvor schon auf eigene Rechnung turbinengetriebene Boote aus der River-Klasse abgewandelt, die von der Royal Navy 1909 angekauft wurden. Von diesen wurden allerdings die Palmer-Boote am 30. August 1912 in die B-Klasse eingeordnet.
Bei größeren Schiffen der Royal Navy war der Kreuzer Amethyst ein 1905 in Dienst gekommener Versuchsbau; ab den Scout-Kreuzern der Boadicea-Klasse 1909 und den Kreuzern der Town-Klasse (1910) wurden alle Kreuzer von Turbinen angetrieben. Das erste Großkampfschiff mit Dampfturbinen war die Dreadnought 1906; alle folgenden Schiffe erhielten auch diesen Antrieb.

### Die frühen Turbinen-Zerstörer der Royal Navy
| Name                | Stapellauf | in Dienst   | Bauwerft              | Dienstende                               |
| ------------------- | ---------- | ----------- | --------------------- | ---------------------------------------- |
| HMS Viper           | 6.09.1899  | Sommer 1900 | Hawthorn, Leslie & Co | 3. August 1901 nahe Alderney aufgelaufen |
| HMS Cobra           | 28.06.1899 | (8.05.1900) | Armstrong-Whitworth   | 19. September 1901 zerbrochen bei Cromer |
| HMS Velox ex Python | 11.02.1902 | 06.1902     | Hawthorn, Leslie & Co | 25. Oktober 1915 durch Minentreffer      |
| HMS Eden            | 13.03.1903 | 06.1904     | Hawthorn, Leslie & Co | 18. Juni 1916 durch Kollision            |
| HMS Albacore        | 9.06.1906  | 3.05.1909   | Palmers               | 1. August 1919 Abbruch                   |
| HMS Bonetta         | 14.01.1907 | 3.05.1909   | Palmers               | 7. Juni 1920 Abbruch                     |
| HMS Stour           | 3.06.1905  | 12.1909     | Cammell Laird         | 30. August 1919 Abbruch                  |
| HMS Test            | 6.05.1905  | 12.1909     | Cammell Laird         | 30. August 1919 Abbruch                  |